# Lolland-Falster
Lolland-Falster er en samlet betegnelse for de to danske øer Lolland og Falster, der på grund af geografiske, trafikale og historiske forhold ofte behandles under ét. Tidligere var den almindeligste betegnelse for området Smålandene, et navn der er bevaret i Smålandsfarvandet (lokalt også Smålandshavet) mellem Lolland og Sjælland. Den bredere betegnelse Sydhavsøerne inkluderer også Møn og mange omkringliggende småøer.
De to øer er skilt af det smalle Guldborg Sund med Lolland mod vest og Falster mod øst. På det sydlige Falster ligger Danmarks sydligste by, Gedser. Øerne har en samlet befolkning på 100.152 (per 2023), spredt over ca. 1.800 km2. Den største by er Nykøbing på Falster med 16.927 indbyggere, mens Lollands største by er Nakskov med 12.456 indbyggere.

## Administration
Lolland-Falster har administrativt hørt sammen med Fyn siden den ældst kendte inddeling af Danmark i 1200-tallet. I 1803 udskiltes øerne som selvstændigt stift, kaldet Lolland-Falsters Stift, og samme år blev Maribo Amt dannet. Først ved Kommunalreformen i 1970 blev Lolland-Falster knyttet til Sjælland, da øerne sammen med Sydsjælland indgik i Storstrøms Amt. Det gamle tilhørsforhold til Fyn afspejles endnu i områdets dialekt.
Siden Strukturreformen i 2007 har Lolland-Falster bestået af Lolland Kommune, der dækker det vestlige og centrale Lolland, og Guldborgsund Kommune, der dækker det østlige Lolland og hele Falster. Begge hører til Region Sjælland. De to kommuner samarbejder på mange områder, eksempelvis om Lolland-Falster Brandvæsen. 

### Foreninger
I 2011 blev erhvervsorganisationen Business LF stiftet af de to kommuner for at øge investeringer på øerne, og i 2015 blev en borgergruppe oprettet for at fortælle positive sider af Lolland-Falster, som reaktion på TV-serien "På røven i Nakskov".

## Byer på Lolland-Falster
Lolland-Falster har 16 byer med over 1.000 indbyggere, angivet nedenfor. Købstæder er angivet i kursiv.
| Største byer |                  |              |         |
| Nr.          | By               | Indb. (2023) | Ø       |
| 1            | Nykøbing Falster | 16.927       | Falster |
| 2            | Nakskov          | 12.456       | Lolland |
| 3            | Maribo           | 5.734        | Lolland |
| 4            | Sakskøbing       | 4.590        | Lolland |
| 5            | Sundby           | 3.178        | Lolland |
| 6            | Nørre Alslev     | 2.369        | Falster |
| 7            | Stubbekøbing     | 2.236        | Falster |
| 8            | Rødby            | 1.936        | Lolland |
| 9            | Nordbyen         | 1.792        | Falster |
| 10           | Rødbyhavn        | 1.549        | Lolland |
| 11           | Holeby           | 1.399        | Lolland |
| 12           | Søllested        | 1.363        | Lolland |
| 13           | Væggerløse       | 1.330        | Falster |
| 14           | Nysted           | 1.284        | Lolland |
| 15           | Idestrup         | 1.125        | Falster |
| 16           | Eskilstrup       | 1.081        | Falster |